# Triptiek van Nava y Grimón
De triptiek van Nava y Grimón is een schilderij toegeschreven aan Pieter Coecke van Aelst, geschilderd in ca. 1546. Het bevindt zich in het Museum voor Schone Kunsten in Santa Cruz de Tenerife (Canarische Eilanden, Spanje).